# Antônio Ferreira Rüppel
Antônio Ferreira Rüppel (Bocaiúva do Sul, 3 de março de 1921) é um odontólogo, advogado e político brasileiro.

## Biografia
Cursou Odontologia na Universidade Federal do Paraná e Direito na Faculdade de Direito de Curitiba.
Foi prefeito do município de Bocaiúva do Sul, na região metropolitana de Curitiba.
Foi eleito deputado estadual em 1958 e reeleito em 1962. Na primeira legislatura que fora eleito foi presidente da Assembleia Legislativa do Paraná e na outra foi 1º secretário.
Foi governador interino do Paraná, de 17 a 20 de novembro de 1965, e Conselheiro Presidente do Tribunal de Contas do Estado do Paraná em 1967 e entre 1988 e 1989.